# 同泰路小學
同泰路小學是一所創辦於1958年，位於上海市寶山區同泰北路209號的非寄宿制公辦小學。

## 校舍、設施和師資配置基本情況
學校占地面積5094平方米，校舍建築面積3158.87平方米，運動場地3055平方米，學校擁有專用教室6個，實驗室1個，圖書館面積127.2平方米，學生人均藏書量86.6冊，截至2024年學校教職工人數39人，其中專職教師人數38人。